# 松浦らん
松浦 らん（まつうら らん）は、日本の元AV女優（ロータスグループ所属）。
身長:158cm。スリーサイズ:B85(C-65)・W55・H86。

## 略歴・人物
2009年にデビューしたハーフのAV女優である。同年3月22日の公式ブログで、5月からのオーストラリア留学のために事務所を辞めることを発表。
その後、5月中に帰国（本人は「2週間のボランティアステイ」だったとしている）。間もなく「Ran（らん）」の名前でブログを再開したが、その後閉鎖された。

## 出演作品

### アダルトビデオ
2009年
| 作品タイトル                                                                              | 発売日   | メーカー                   | 備考                               |
| ----------------------------------------------------------------------------------------- | -------- | -------------------------- | ---------------------------------- |
| 運動部の女子マネージャーのHな体験談                                                       | 2月25日  | パラダイスTV               | オムニバス作品                     |
| 秋葉原ビデオボックスオナニー盗撮 .03                                                      | 2月26日  | ティファ・コーポレーション | オムニバス作品                     |
| 人前で服を脱いだ事なんて一度も無い!! 一般人（女子大生）がSOD女子社員になる瞬間（トキ）!!  | 3月5日   | SODクリエイト              | 「松浦留璃子」名義                 |
| SOD女子社員（秘）業務日報 プレミアムコレクション 女子社員 厳選33名!                       | 3月19日  | SODクリエイト              | オムニバス作品、「松浦留璃子」名義 |
| 張り型チンポ自慰 03                                                                       | 4月1日   | ワンズファクトリー         | オムニバス作品                     |
| 神技!! 天狗亜苦滅 〜第十章〜                                                              | 4月1日   | MAD                        |                                    |
| 丸呑み! 3 ラテン娘のねっちょりディープスロート                                            | 4月17日  | 映天                       |                                    |
| パイパンエンジェル DX 5                                                                   | 5月1日   | MOODYZ                     |                                    |
| 絶叫失神アクメ                                                                            | 5月1日   | CORE                       |                                    |
| オナニーすけべ顔 3                                                                        | 5月1日   | 趣味趣向倶楽部プラス       | オムニバス作品                     |
| ビデオボックスオナニー盗撮 .24                                                            | 5月1日   | ティファ・コーポレーション | オムニバス作品                     |
| モウ（毛無理）ムリ!                                                                       | 5月14日  | スプラッシュ               | 「朝美らん」名義                   |
| 猟奇の檻 51                                                                               | 5月22日  | アヴァ                     |                                    |
| 誰のだって呑んじゃう!深フェラハーフ娘は精飲中毒!                                          | 5月22日  | 映天                       |                                    |
| 緊縛イラマチオ 3 10人の口便器女                                                           | 6月1日   | CORE                       | オムニバス作品                     |
| ベリーベリー通信 女子校生フェチズムレズ レズ女学園                                        | 6月6日   | ベリーベリー               | オムニバス作品                     |
| レズ陵辱 3 女生徒に犯られた巨乳女教師                                                     | 6月18日  | ヒビノ                     |                                    |
| 試着室の生着替え 第二回作品                                                               | 6月25日  | ティファ・コーポレーション | オムニバス作品                     |
| 女監督ハルナの素人レズナンパ 35 本物エスティシャンによる 初めての性感エステ体験 13        | 7月20日  | ピーターズ                 | オムニバス作品                     |
| おしゃぶり予備校 16                                                                       | 8月21日  | 映天                       | 「Ram」名義                        |
| 即尺精飲公衆便女 2                                                                        | 9月18日  | 映天                       | オムニバス作品                     |
| フェラコレ2009秋SP 40人のフェラジェンヌ                                                   | 10月15日 | 隼エージェンシー           | オムニバス作品                     |
| レッド突撃隊 増刊号! 突然ですが派遣切りにあったお嬢さんチンチンしゃぶってくださ〜い! 24人 | 11月25日 | レッド                     | オムニバス作品                     |
| こだわりの手コキ 4時間SP 14 40人のハンドメイド                                            | 12月15日 | 隼エージェンシー           | オムニバス作品                     |
| ソルトシャワー 熟若女のおしっこみせて! Vol.2                                              | 12月19日 | ゲロニア/妄想族            | オムニバス作品                     |